# Grafheuvels in Denemarken

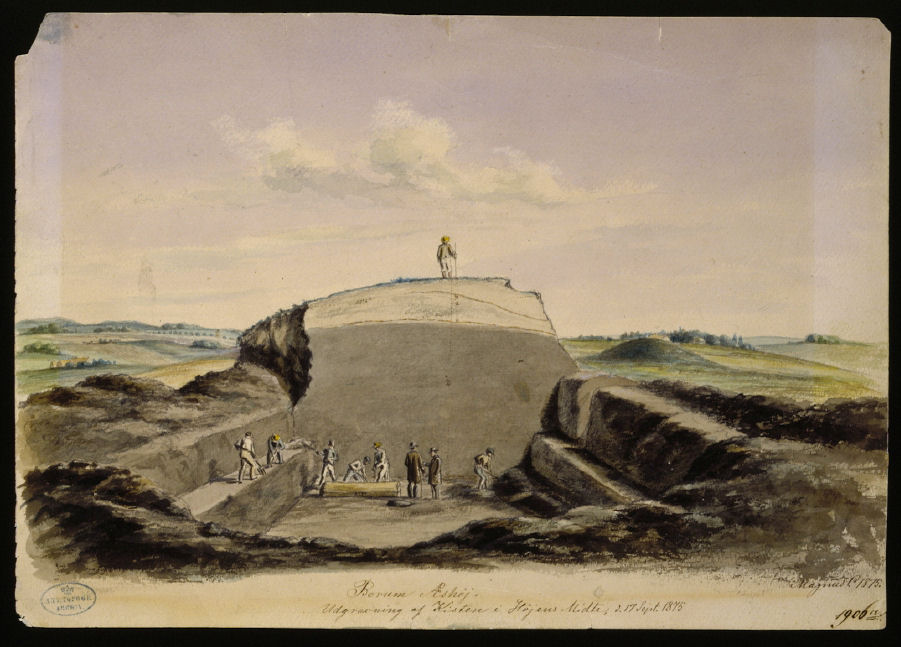
Men vindt een boomkist in het midden van de opgegraven Borum Eshøj, Julius Magnus Petersen, 17 september 1875, Nationalmuseet

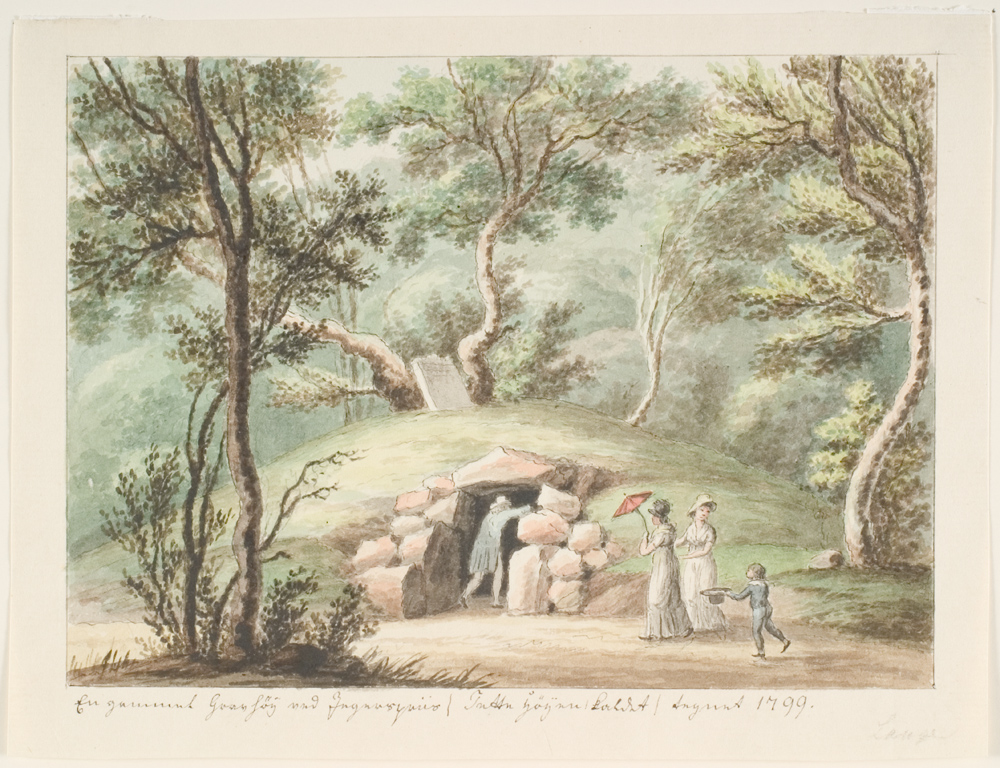
Grafheuvel bij Jægerspris, Søren L. Lange, 1799

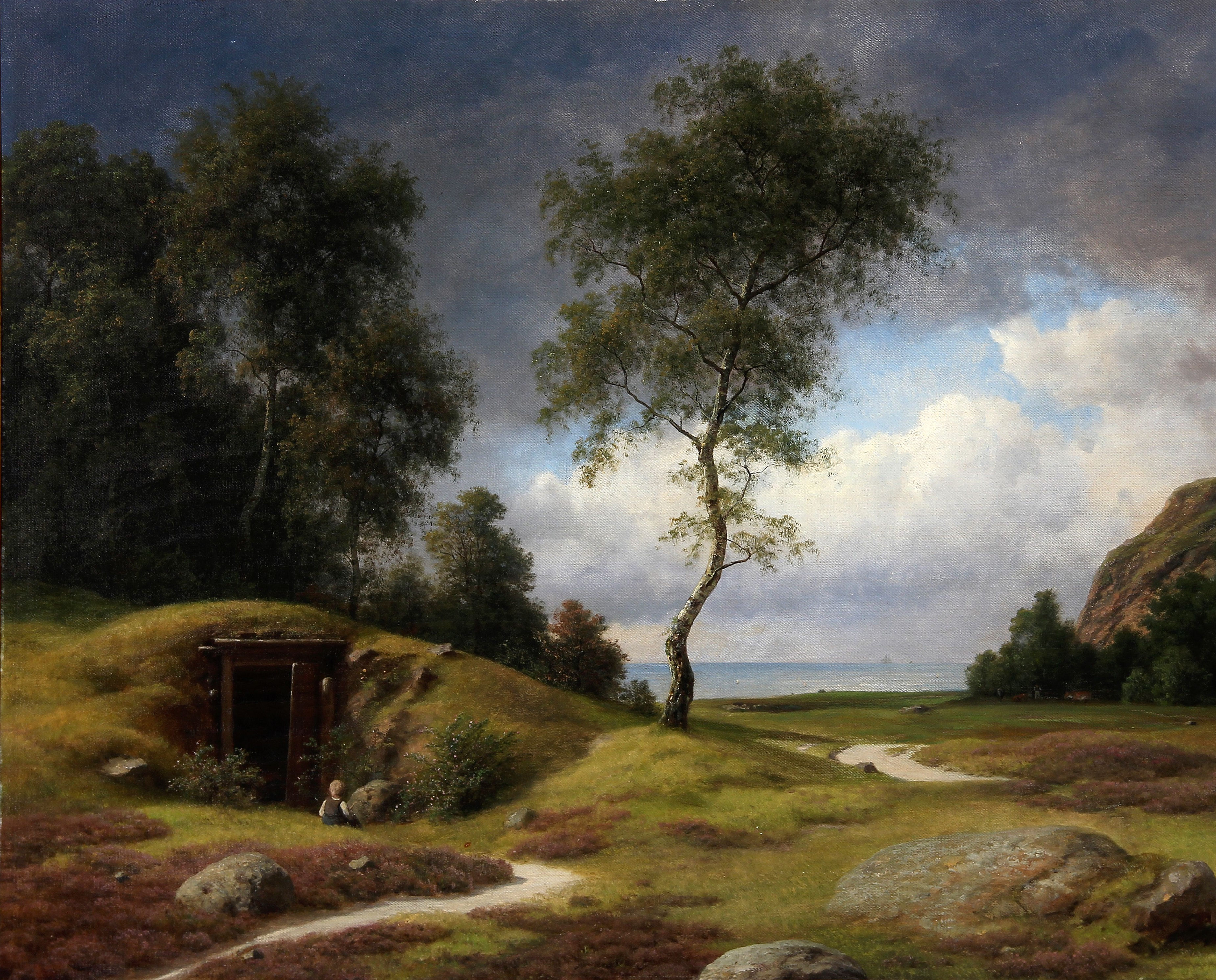
̼Landschap met jongetje zittend voor een grafheuvel, Georg Emil Libert, 1885

De grafheuvels in Denemarken zijn opgericht van het neolithicum tot het eind van de Vikingtijd, toen het christendom zijn intrede deed. In Denemarken zijn sporen van zo'n 85.000 grafheuvels (gravhøj) aangetroffen, waarvan er meer dan 22.000 beschermd worden.
Veel grafheuvels zijn verdwenen, bijvoorbeeld bij het ploegen of door (illegale) opgravingen. De stenen werden wel gebruikt voor de bouw van wegen, kerken en kastelen. In 1937 werd een wet in werking gesteld om de grafheuvels te beschermen, maar veel landeigenaren hebben in de korte tijd daarvoor nog grafheuvels verwijderd uit het landschap voor het te laat was om dit te kunnen doen.

## Culturele betekenis
Grafheuvels hadden (en hebben soms nog altijd) een rituele betekenis. Er werden (en worden) dansen opgevoerd en vergaderingen, zoals een ting (ding), gehouden. Een voorbeeld van een grafheuvel waarop een ting werd gehouden is Anundshög. Het is door de sagas overgeleverd dat koningen op de heuvels zaten en hier hun macht uitoefenden. Er werd ook wel recht gesproken.
Een dansehøj (dansheuvel) heeft een platte top en is ca. 1,5 tot 3,0 meter hoog en heeft een doorsnede van 35 tot 67 meter, de Bredhøj is de meest bekende dansehøj. Op deze grafheuvels met een platte top werden in latere tijden soms klokkenstoelen gebouwd. In sommige gevallen werden grafheuvels echter pas in de middeleeuwen vlak gemaakt om deze klokkenstoel te plaatsen. In sommige gevallen werd er op een grafheuvel met platte top een galg gebouwd, zoals bij de Galgebakken (onderdeel van de Hashøjene-heuvelgroep). Er werden ook dieroffers gebracht op grafheuvels met een platte top.
Ook werden grafheuvels gebruikt als baken (baune), er werden 's nachts vuren ontstoken. Dit was bijvoorbeeld het geval op Hyrdehøj.
Een sneglehøj (slangenheuvel) heeft een pad naar de top. Een gravrøser is gemaakt van stenen. Een treudd is een stervormige cairn met drie armen.
Byhøj is de Deense benaming voor een kunstmatige heuvel, vergelijkbaar met een tell, terp of wierde.
Er werd soms een steen geplaatst op de grafheuvel, deze soort menhir staat bekend als bautasten. De bekendste bautasten is de Hellig Kvinde'op Bornholm. Volgens volksverhalen is dit een heilige vrouw en de kleinere stenen rondom zijn haar kinderen.
In de grafheuvel tussen Haderslev en Kolding werd een compleet huis met drie kamers aangetroffen, ter grootte van de grafheuvel.
Er zijn namen van mythische koningen verbonden aan enkele grafheuvels, zoals de Kong Asger Høj (Møn), de Kong Grøns Høj en de Kong Svends Høj (Lolland), de Kong Humbles Grav en de Kong Renes Høj (Langeland), de Kong Knaps Dige (Jutland) en de Kong Rans Høj (Randbøl). Op Seeland liggen de Kong Skjolds Høj, de Kong Øres Grav en de Kong Suders Høj.

## Geschiedenis
De meeste grafheuvels uit het vroege neolithicum zijn rond (rundhøj), maar er komen ook langwerpige grafheuvels voor. De grafkamers waren eerst van hout. Aan het eind van het vroege neolithicum werden meerdere stenen gebruikt om de kamer af te dekken en het ganggraf (jættestue) ontstond. Er werden meerdere personen in begraven, die eerst ontvleesd werden (excarnatie). Hierna was het gebruikelijk dat er één persoon begraven, waarna de grafheuvel werd opgeworpen. De heuvel kon weer worden gebruikt voor een latere begrafenis en werd dan hoger. Er werd ook wel een hek rond de grafheuvel aangelegd. Aan het eind van het neolithicum werden personen in een hellekiste begraven, hellekisten komen voor in Seeland, Jutland en het Zweedse Skåne. Sommige grafheuvels zijn leeg en kunnen gebouwd zijn als gedenkteken.

### Bronstijd

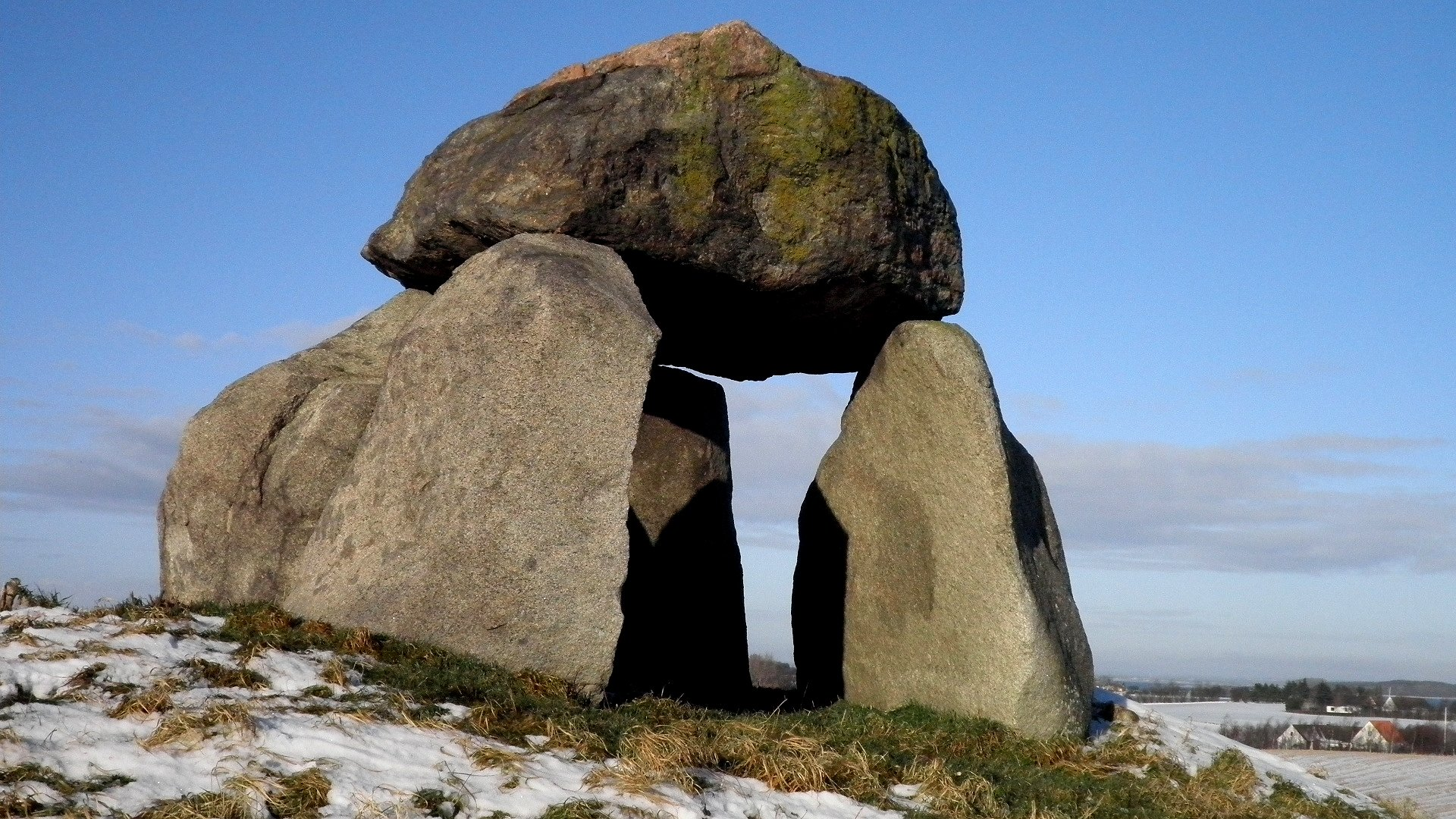
Hagbølle; hunebed op een grafheuvel in Langeland

In de eerste helft van de bronstijd werden eiken boomkisten gebruikt en hierop werd een heuvel van turf aangelegd. Rond de heuvel werd soms een lage muur van stenen aangelegd. Een voorbeeld is Storhøj waar het Egtvedmeisje in aangetroffen werd. Ook de grootste grafheuvel van Denemarken, Hohøj, behoort tot dit tijdperk. Deze grafheuvel is 72 meter in doorsnede en 12 meter hoog en is bekend door de openbare bijeenkomsten. Volgens een legende is koning Ho met een pantser en een zwaard van puur goud in de grafheuvel begraven. Grafheuvels waren in de bronstijd belangrijke plaatsen in het landschap. In de late bronstijd werden urnen begraven in bestaande grafheuvels.

### IJzertijd
In de vroege ijzertijd werden nog altijd urnen gebruikt, maar deze werden nu geplaatst in lage grafheuvels (nauwelijks een meter hoog). Deze grafheuvels werden omringd door een gracht. Dit type grafheuvel (tuegrav) is grotendeels verdwenen door landbouw. Aan het begin van de ijzertijd, bekend als de pre-Romeinse ijzertijd, en in de Vikingtijd werden weer grote heuvels opgeworpen.

## Bekende graven
Bekend zijn de koninklijke graven bij Jelling. De grafheuvels van Jelling (van Tyra Danebot en Gorm de Oude) staan, samen met de runenstenen van Jelling en de kerk van Jelling, vermeld op de Werelderfgoedlijst van UNESCO. De zuidelijke grafheuvel is waarschijnlijk de jongste grafheuvel in Denemarken, hij werd afgerond in ca. 975. Denemarken ging toen over tot het christendom en er werden geen grafheuvels meer opgeworpen.
De grootste historische begraafplaats in Denemarken is de Lindholm Høje, deze heuvel is 42 meter hoog. Er zijn 682 graven aangetroffen. De graven zijn goed bewaard, doordat de heuvel met een laag zand werd bedekt in de middeleeuwen.
Een bekend Vorstengraf (scheepsgraf) is Ladbyhøj. De heuvel was oorspronkelijk hoger, maar is door ploegen genivelleerd.

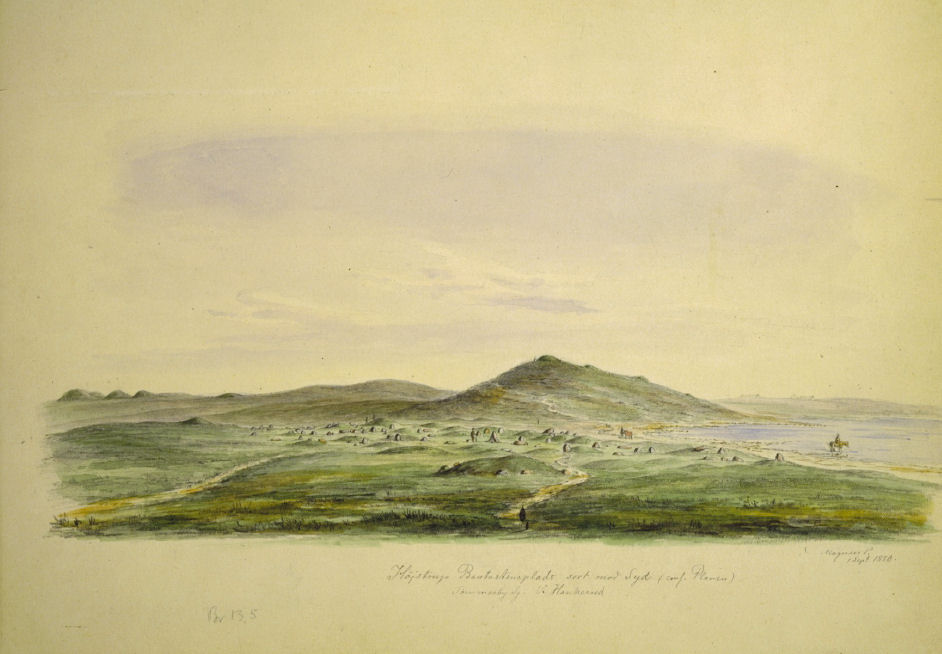
Aquarel door Julius Magnus Petersen, 1880, Nationalmuseet

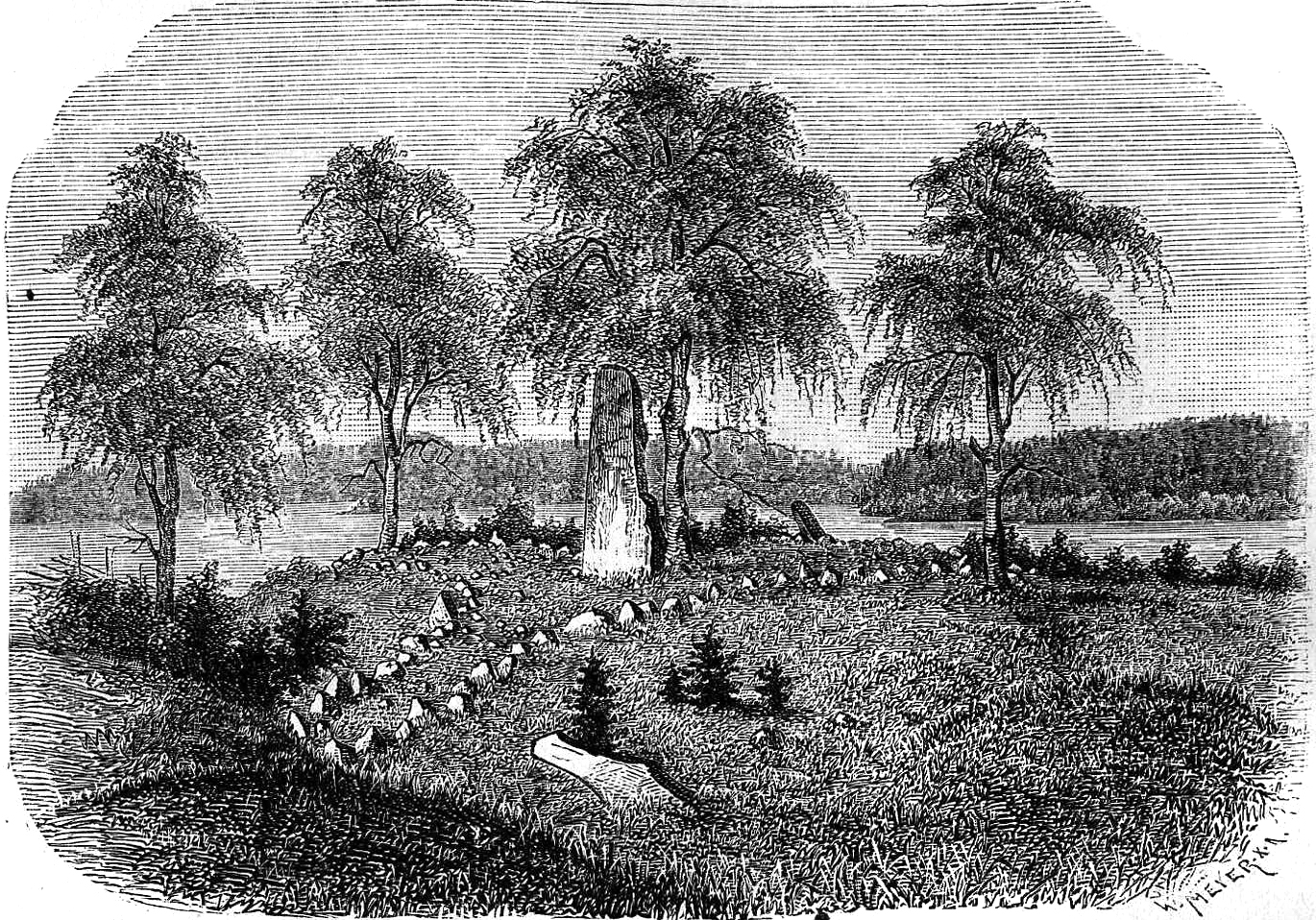
Een bautasten op een treudd, Sveriges hednatid, 1877

## Afbeeldingen

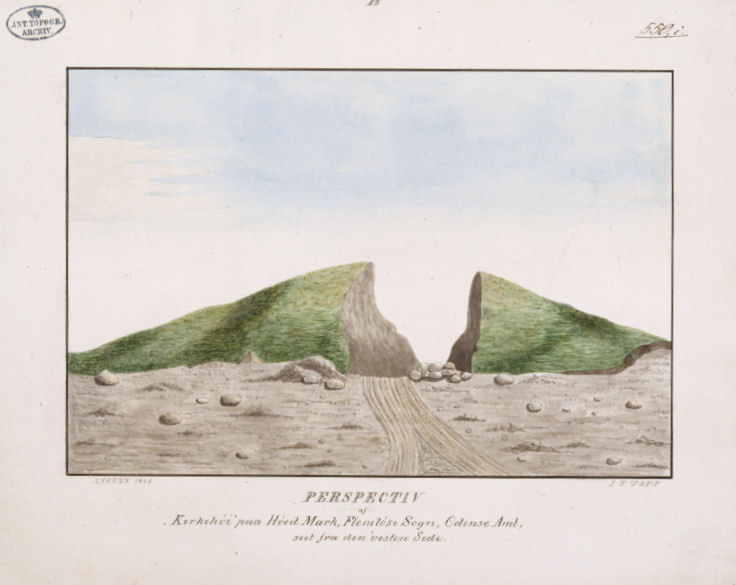
Kirkehøj, J.F. Topp, 1860, Nationalmuseet
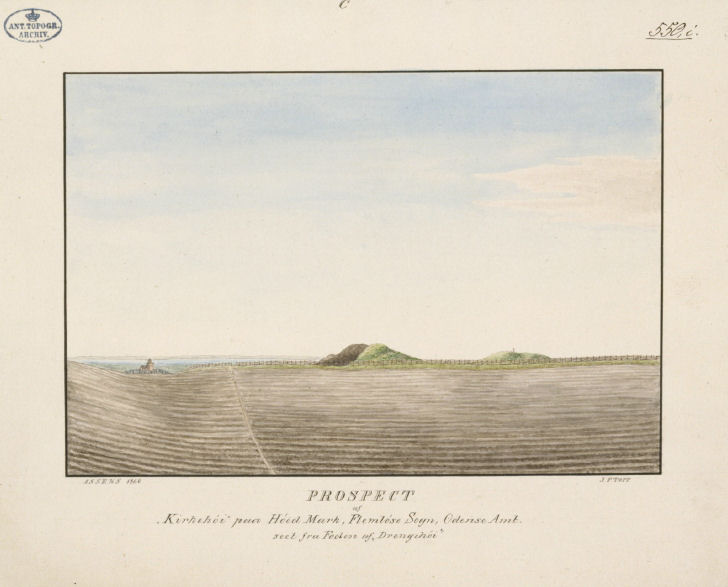
Omgeploegd land bij Kirkehøj (gezien vanaf de voet van Drengehøj), J.F. Topp, 1860, Nationalmuseet
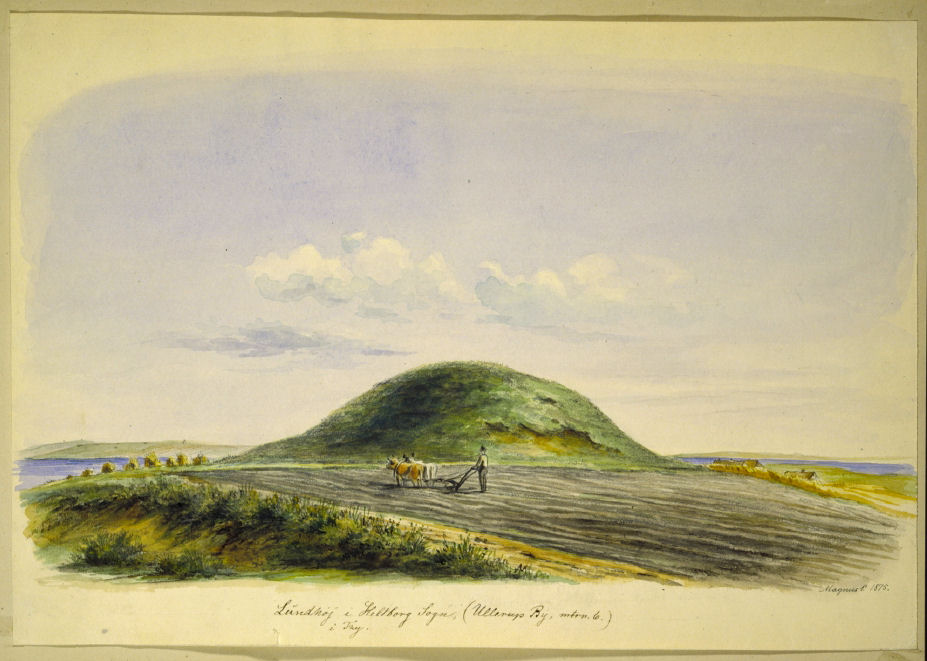
Een man ploegt het land bij Lundhøj, Magnus Petersen, 1875, Nationalmuseet
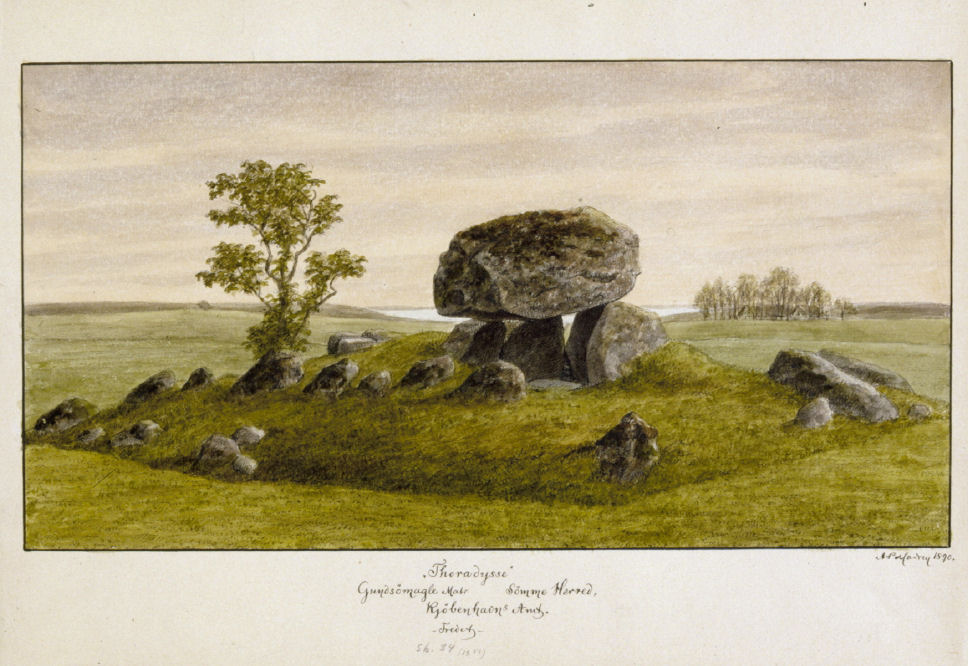
Thoradysse, A.P. Madsen, 1890, Nationalmuseet
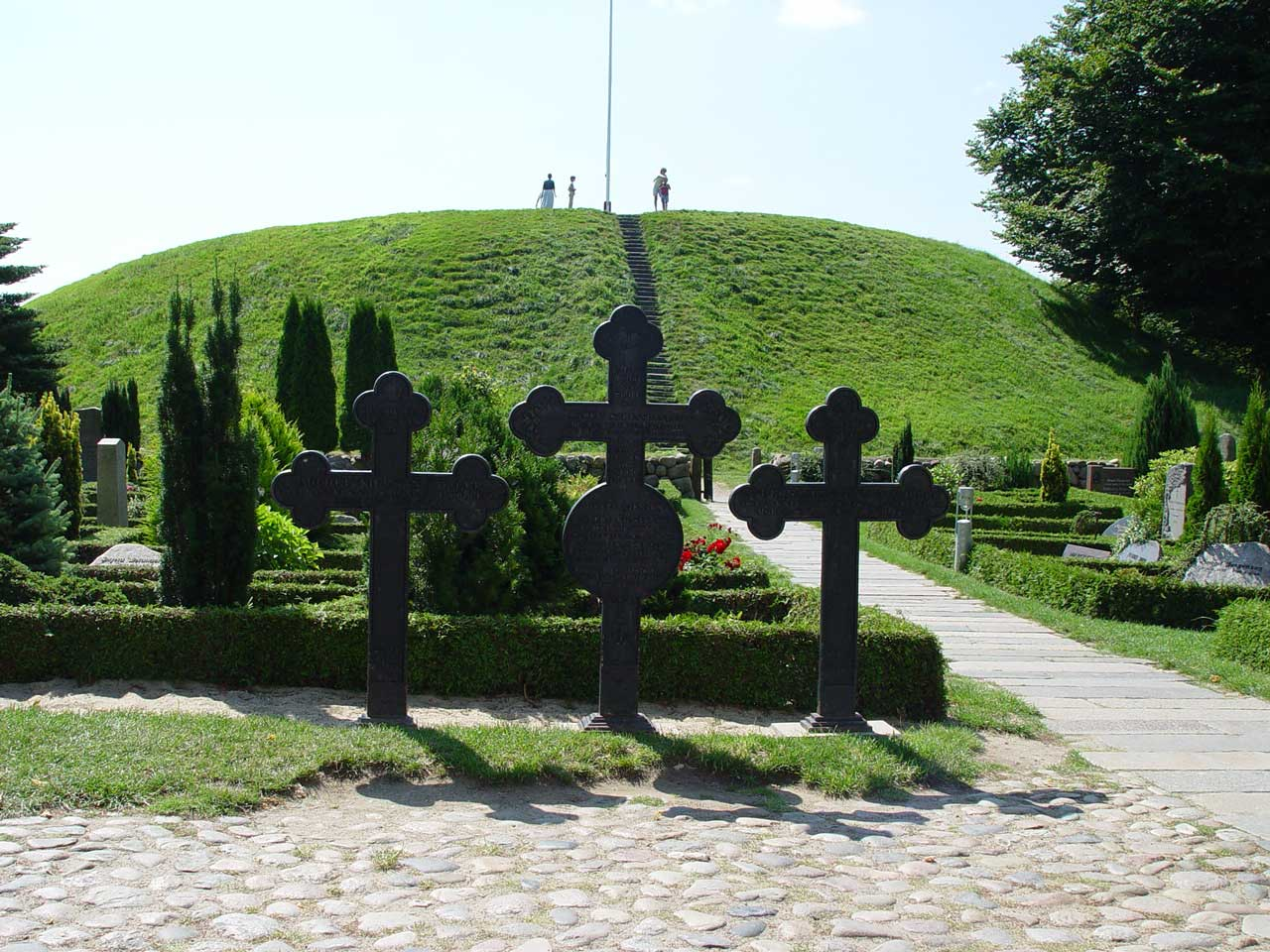
Een van de Grafheuvels van Jelling
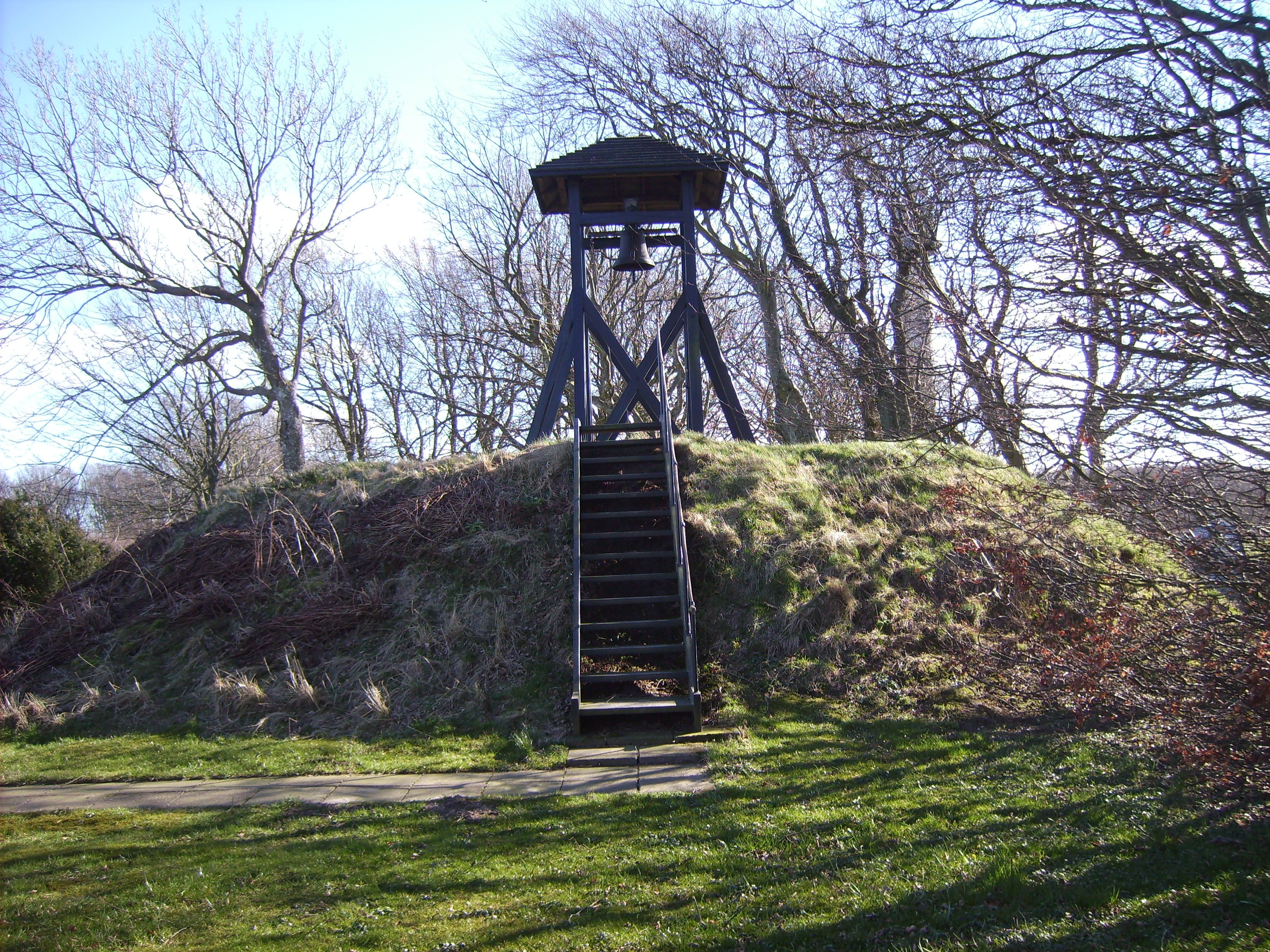
Een klokkenstoel op een prehistorische grafheuvel naast een middeleeuwse kerk in Frederikshavn Kommune, Noord-Jutland
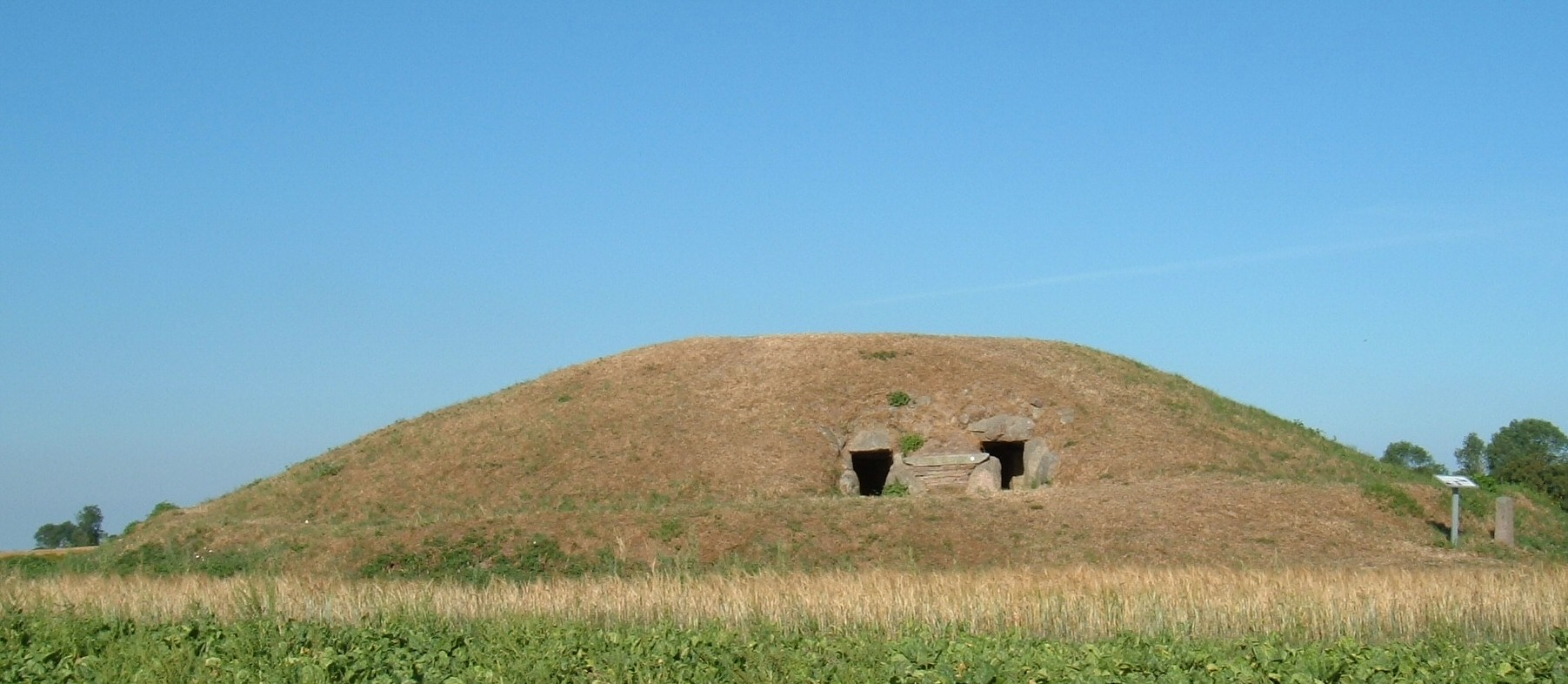
Klekkende høj (Møn) met twee ingangen, 2006
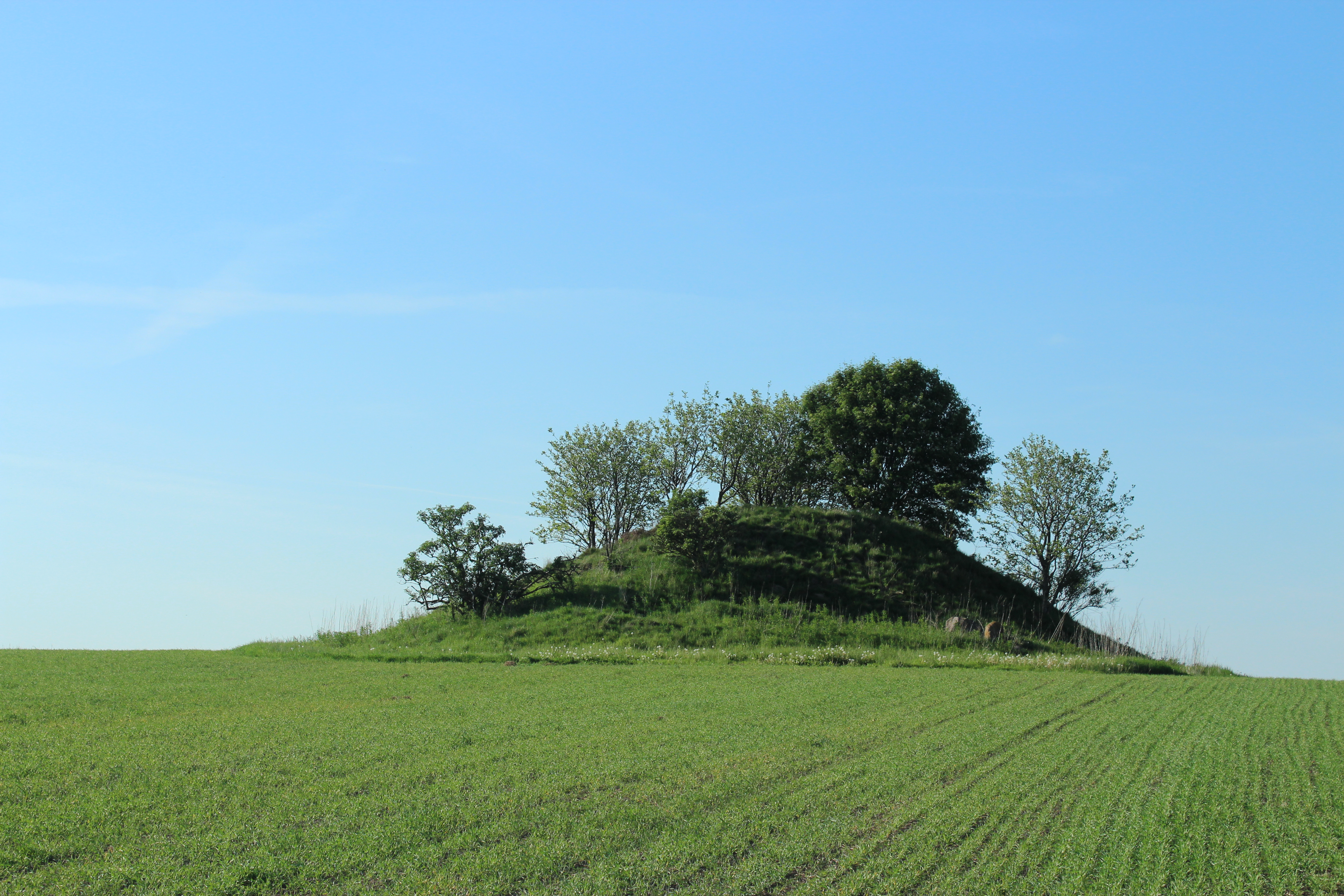
Tinghøj (tussen Hammershøj en Kvorning), 2012